# Pål H. Christiansen

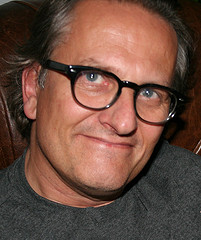
Pål H. Christiansen

Pål Herman Christiansen (* 9. September 1958 in Oslo) ist ein norwegischer Schriftsteller.

## Leben
Christiansen wuchs bei Blindern/Vinderen in Oslo auf. Nach Besuch der Grundschule in Vinderen und einer Gesamtschule in Ungdomsskole wechselte er 1974 auf das Handelsgymnasium, das er 1977 verließ. Ein hiernach begonnenes Jurastudium brach er ab und wandte sich nach dem Besuch eines Schreibkurses der Schriftstellerei zu. 1989 debütierte er mit seinem ersten Roman Harry var ikke ved sine fulle fem. 2007 erschien sein Roman Drømmer om storhet (Die Ordnung der Worte) in deutscher Sprache. Neben seiner schriftstellerischen Arbeit schrieb er als freier Mitarbeiter für ein Branchenblatt. 2001 wurde Christiansen mit dem Tiden-Preis für sein Werk „Humle & Honning“ ausgezeichnet. Christiansen ist Eigentümer des Kinderbuchverlages Forlaget Fabula.
Christiansen lebt in Bærum (Norwegen), ist verheiratet und hat vier Kinder.

## Werke (Auswahl)
- Die Ordnung der Worte. (= Rockbuch.) Rockbuch-Verlag Buhmann & Haeseler, Schlüchtern 2007, ISBN 978-3-927638-32-7. (Originaltitel: Drømmer om storhet.)
- Hummel und Honig, E-Book. SAGA Egmont/Lindhardt und Ringhof, Copenhagen 2016, ISBN 978-87-11-45631-6 (Originaltitel: Humle & Honning)

Serie Fjodor und Palle
- mit Felix Janosa: Fjodor flippt aus. Terzio, München 2011, ISBN 978-3-89835-760-9.
- mit Felix Janosa: Fjodor im freien Fall. Terzio, München 2011, ISBN 978-3-89835-761-6.
- mit Felix Janosa, Annlaug Auestad: Fjodor und der grosse Knall. Terzio, München 2013, ISBN 978-3-551-27101-3. (Originaltitel: Fjodor og det store smellet.)